# Książę Regent
Książę Regent (ang. Prince Regent) – brytyjski serial telewizyjny wyprodukowany i transmitowany przez BBC w 1979 roku. Przedstawia życie Jerzego IV od czasów młodości jako Książę Regent i jego panowania jako króla. Składa się z ośmiu odcinków po 50 minut.

## Obsada
- Peter Egan jako Jerzy IV Hanowerski
- Nigel Davenport jako Jerzy III Hanowerski
- Keith Barron jako Charles James Fox
- Frances White jako Królowa Charlotta
- Susannah York jako Maria Fitzherbert
- Bosco Hogan jako Fryderyk August Hanowerski
- David Horovitch jako Lt. Col. Lake
- Clive Merrison jako Richard Sheridan
- Katy Durham-Matthews jako Księżniczka Mary
- Chrissy Iddon jako Mary Robinson
- Robert Hartley jako Lord Jersey
- Pat Nye jako Frau Schwellenberg

## Lista odcinków
- 1. Oszalały z miłości (Mad for love)
- 2. Nie ufaj książętom (Put not your trust in princes)
- 3. Narzeczona z Brunszwiku (The bride from Brunswick)
- 4. Kłopoty z kobietami (The trouble with a woman)
- 5. Ojciec i syn (Father and son)
- 6. Boże chroń króla (God save the king)
- 7. Mleko i miód (Milk and honey)
- 8. Porażka i zwycięstwo (Defeat and Victory)

## Wersja polska
- Reżyseria: Maria Piotrowska
- Tekst: Grażyna Dyksińska (1; 4; 5; 8); Krystyna Albrecht (2; 3); Krystyna Subocz (6; 7)
- Dźwięk: Stanisław Uszyński
- Montaż: Urszula Sierosławska (1; 3; 6; 8); Dorota Bochenek (2; 4); Gabriela Turant (5; 7)
- Kierownictwo produkcji: Jan Szatkowski

Źródło:

## Nagrody
Nagroda Brytyjskiej Akademii Filmowej: Wygrana: Najlepsza charakteryzacja – Toni Chapman
Nominacja w 3 kategoriach: Najlepszy projekt – Barry Newbery i Barrie Dobbins; Najlepszy Kostium – Raymond Hughes; Najlepszy operator telewizyjny – Rodney Taylor